# Liste der Einträge im National Register of Historic Places im Barbour County (West Virginia)
Diese Liste der Einträge im National Register of Historic Places im Barbour County (West Virginia) enthält alle im Barbour County, West Virginia in das National Register of Historic Places eingetragenen Gebäude, Bauwerke, Objekte, Stätten oder historischen Distrikte.
Diese Liste entspricht dem Bearbeitungsstand des National Park Service/National Register of Historic Places vom 27. September 2024.

## Legende
| NRHP | Historic Place             |
| HD   | National Historic District |

## Aktuelle Einträge
| [ 2 ] | Name                            | Bild                            | Eintragsdatum                  | Lage | Ort            | Beschreibung |
| ----- | ------------------------------- | ------------------------------- | ------------------------------ | --- | -------------- | ------------ |
| 1     | Adaland                         | Adaland                         | 14. Apr. 1995 ID-Nr. 95000419  | County Route 77/5 an der Abfahrt der West Virginia Route 76 bei Fox Grape Run 39° 12′ 4″ N, 80° 4′ 13″ W                    | Berryburg      |              |
| 2     | Barbour County Courthouse       | weitere Bilder                  | 22. Feb. 1980 ID-Nr. 80004014  | Court Sq. 39° 9′ 9″ N, 80° 2′ 22″ W                                                                                         | Philippi       |              |
| 3     | Carrollton Covered Bridge       | weitere Bilder                  | 4. Juni 1981 ID-Nr. 81000595   | County Route 36 39° 5′ 24″ N, 80° 5′ 12″ W                                                                                  | Carrollton     |              |
| 4     | J.N.B. Crim House               | J.N.B. Crim House               | 24. Aug. 1984 ID-Nr. 84003462  | West Virginia Route 57 39° 8′ 38″ N, 80° 7′ 9″ W                                                                            | Elk City       |              |
| 5     | The Golden Rule                 |                                 | 23. Apr. 2019 ID-Nr. 100003667 | 122 Crim Avenue 39° 1′ 24,6″ N, 79° 56′ 11,4″ W                                                                             | Belington      |              |
| 6     | Peck-Crim-Chesser House         | Peck-Crim-Chesser House         | 23. Aug. 1984 ID-Nr. 84003464  | 14 N. Walnut St. 39° 9′ 12″ N, 80° 2′ 21″ W                                                                                 | Philippi       |              |
| 7     | Philippi B & O Railroad Station | Philippi B & O Railroad Station | 16. Mai 1986 ID-Nr. 86001082   | 146 N. Main St. 39° 9′ 12″ N, 80° 2′ 35″ W                                                                                  | Philippi       |              |
| 8     | Philippi Covered Bridge         | weitere Bilder                  | 14. Sep. 1972 ID-Nr. 72001284  | U.S. Route 250 an der Kreuzung mit der U.S. Route 119 39° 9′ 11″ N, 80° 2′ 37″ W                                            | Philippi       |              |
| 9     | Philippi Historic District      | Philippi Historic District      | 29. Aug. 1990 ID-Nr. 90001241  | zwischen der Pike, High, Walnut, Wolfe, Main, und Wilson Sts. in der Nähe vom Tygart Valley River 39° 9′ 0″ N, 80° 2′ 20″ W | Philippi       |              |
| 10    | Valley Furnace                  |                                 | 21. Juli 2023 ID-Nr. 100009138 | West Virginia Route 38, westlich der South Shilo Rd. (County. Rd. 52) 39° 11′ 45,6″ N, 79° 52′ 2,6″ W                       | Valley Furnace |              |
| 11    | Whitescarver Hall               | weitere Bilder                  | 5. Feb. 1990 ID-Nr. 89002317   | Circle Dr. am Campus der Alderson Broaddus University 39° 9′ 36″ N, 80° 2′ 26″ W                                            | Philippi       |              |
| 12    | Bernard E. Wilmoth House        | Bernard E. Wilmoth House        | 30. Nov. 2005 ID-Nr. 05001348  | 303 Dayton Boulevard 39° 1′ 45″ N, 79° 56′ 19″ W                                                                            | Belington      |              |